# Štil
Štil' (rusko Штиль – "mirno vreme") je predelana podmorniška balistična raketa (SLBM). Uporablja se kot nosilna raketa za izstreljevanje satelitov v vesolje. Zasnoval jo je Državni raketni center akademika V. P. Makejeva na osnovi rakete R-29RM Štil in pozneje razvil še izboljšano različico rakete Štil – Volna. Štil je bil prva podmorniška raketa, ki je vtirila satelit v orbito. Možna je tudi izstrelitev s kopnega, vendar ima podmornica prednost, ker je mobilna in lahko izstreljuje rakete z optimalnih lokacij.
Kapaciteta tovora je okrog 180 kg (odvisno od orbite), Štil-3 naj bi imel kapaciteto 430 kg.
Prednost uporabe predelanih podmorniških balističnih raket je nižja cena, lahko se uporabi odvečne rakete ali pa rakete, ki bi jih bilo potrebno zamenjati. 

## Gej tudi
- Volna (raketa)
- Sea Launch
- SLBM, ICBM
- Pegasus
- Primerjava nosilnih raket